# Raytheon Technologies
Raytheon Technologies Corporation (RTX) is een Amerikaans conglomeraat. Het hoofdkantoor is gevestigd in Waltham (Massachusetts). Op 3 april 2020 is het bedrijf ontstaan na de fusie van Raytheon met United Technologies Corporation.

## Activiteiten
Het bedrijf is wereldwijd actief en telde zo’n 186.000 medewerkers in 2024. De omzet werd voor driekwart behaald met de verkoop van producten en de rest kwam van diensten. De omzet is min of meer gelijk verdeeld over commerciële partijen en overheden, waarbij de Amerikaanse overheid veruit de belangrijkste afnemer is van vooral defensie gerelateerd materieel. Jaarlijks geeft Raytheon zo'n 10% van de omzet uit aan R&D, waarvan ongeveer 40% voor eigen rekening en de rest voor rekening van de klanten.
De activiteiten zijn verdeeld over drie onderdelen.
- Collins Aerospace Systems: breed pakket van vliegtuig gerelateerde producten en componenten, zowel voor civiele als militaire klanten. Boeing en Airbus zijn afnemers;
- Pratt & Whitney: vliegtuigmotoren, met Airbus als grootste commerciële klant. Het maakt ook de F135-motor voor de F-35 Lightning II.
- Raytheon: het voormalige Raytheon Intelligence & Space en Raytheon Missiles & Defense.

Gemeten naar de omzetbijdrage is Collins Aerospace het grootste bedrijfsonderdeel, maar de afstand tot Pratt & Whitney is klein. In 2024 waren alle drie de onderdelen nagenoeg even groot gemeten naar de omzet.
Het verlies in 2020 is voornamelijk veroorzaakt door de fusie van de twee bedrijven.
| Jaar | Omzet           | Nettoresultaat  | Werknemers |
| Jaar | (× US$ miljard) | (× US$ miljard) | Werknemers |
| ---- | --------------- | --------------- | ---------- |
| 2018 | 34,7            | 1,2             | 117.300    |
| 2019 | 45,3            | 3,5             | 121.600    |
| 2020 | 56,6            | −3,1            | 181.000    |
| 2021 | 64,4            | 3,9             | 174.000    |
| 2022 | 67,1            | 5,2             | 182.000    |
| 2023 | 69,9            | 3,2             | 185.000    |
| 2024 | 80,7            | 4,8             | 186.000    |

## Geschiedenis
Op 9 juni 2019 werd de fusie van Raytheon en UTC aangekondigd. Het samengaan heeft als voordelen kostenbesparing, meer slagkracht met betrekking tot onderzoek en ontwikkeling en de twee bedrijven vullen elkaar aan met hun activiteiten. In oktober 2019 stemden de aandeelhouders in met de fusie. Op 3 april 2020 was de fusie een feit. De oud aandeelhouders van UTC kregen 57% van de nieuwe combinatie in handen en die van Raytheon de resterende 43%.